# Violeta Foi para o Céu
Violeta foi para o Céu (Violeta se fue a los cielos, em espanhol) é um drama biográfico brasilo-argentino-chileno sobre a vida de Violeta Parra, dirigido por Andrés Wood e lançado em 2011.

## Participação em festivais
- 2011: Prêmio Goya: concorreu na categoria "Melhor Filme Hispanoamericano"; Prêmio Ariel: concorreu na categoria "Melhor Filme Iberoamericano"; Festival de Huelva de Cinema Iberoamericano: vencedor do Colombo de Prata Melhor Directo e de Melhor Atriz;
- 2012: Festival de Sundance: vencedor na categoria de Melhor Filme Internacional; Festival de Havana: Segundo Premio Coral[3].